# دفتر العبور الجمركي (التربتك)

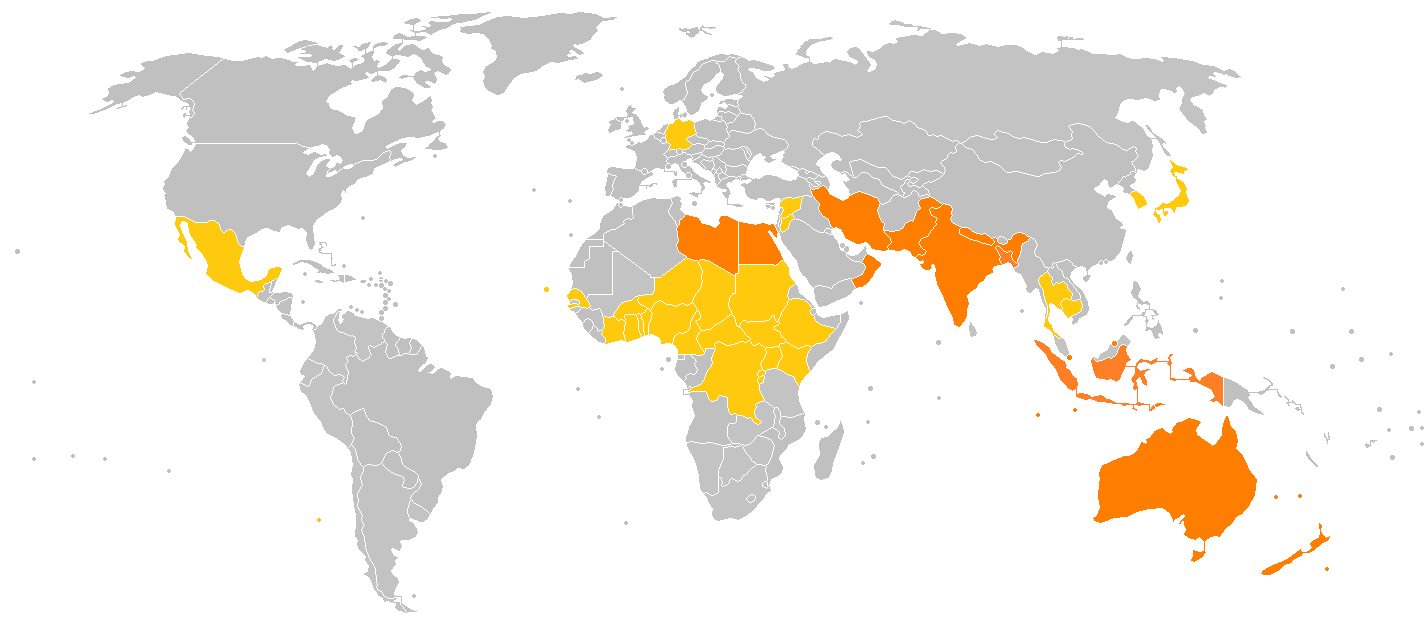
متطلبات دفتر العبور

دفتر العبور الجمركي (CPD) (أو التربتك أو تربتكت) هو مستند جمركي منسق تم إنشاؤه في عام 1911 من قبل نادي الشرق الأوسط للسيارات والسياحة واستخدم لأول مرة في عام 1913  ، لتبسيط الإجراءات الجمركية للسائحين والمسافرين. هذه الوثيقة إلزامية في عدد من البلدان حول العالم. يتم الاشراف على النظام من قبل  نادي الشرق الأوسط للسيارات والسياحة وتديره لجنة الأمم المتحدة الاقتصادية لأوروبا من خلال الاتفاقية الجمركية بشأن الاستيراد المؤقت لمركبات الطرق التجارية والاتفاقية الجمركية بشأن الاستيراد المؤقت لمركبات الطرق الخاصة . يمكن للدول التي صادقت على اتفاقية اسطنبول لمنظمة الجمارك العالمية الانضمام إلى نظام CPD.

## فائدة
دفتر التربتك هو أداة لتسهيل عبور الحدود ويسمح للمسافرين باستيراد سيارتهم مؤقتًا ، أو أشياء أخرى مثل معدات الاتصالات ، دون الحاجة إلى تقديم وديعة على حدود بلد ما. إنه ، من بين أمور أخرى ، ضمان دفع الضرائب من بلد أجنبي في حالة عدم إعادة تصدير الكائن أو السيارة المعنية من الدولة. يجب أن يلتزم الأشخاص الذين يستوردون مركبتهم أو أغراضهم مؤقتًا بدفتر التربتك بقوانين الدولة ، ويجب أن ينتبهوا بشكل خاص لشروط الاستيراد.